# Vorläufige Verwaltung von Westvermögen in der DDR
Die vorläufige Verwaltung von Westvermögen in der DDR war eine staatliche Zwangsmaßnahme, die das im Gebiet der Deutschen Demokratischen Republik befindliche Vermögen von Personen deutscher Staatsangehörigkeit betraf, die ihren Wohnsitz oder ständigen Aufenthalt in der Bundesrepublik Deutschland bzw. in West-Berlin hatten. Dasselbe galt für das Vermögen juristischer Personen mit Sitz im genannten Gebiet. Die Verwaltung durch Organe der DDR berührte zwar anders als die Enteignung nicht die formale Rechtsposition als Eigentümer, etwa die Eintragung im Grundbuch, sie entzog dem Betroffenen jedoch die Verfügungsbefugnis über sein Privateigentum.

## Gesetzliche Grundlagen
Im Jahr 1952 erließ die Regierung der DDR in Anbetracht der Republikflucht die Verordnung zur Sicherung von Vermögenswerten, wonach „das Vermögen von Personen, die das Gebiet der Deutschen Demokratischen Republik, verlassen, ohne die polizeilichen Meldevorschriften zu beachten oder hierzu Vorbereitungen treffen,“ zu beschlagnahmen war. Ferner wurden durch den § 6 der Verordnung alle in der DDR und in Ost-Berlin befindlichen Vermögenswerte von deutschen Staatsangehörigen mit Wohnsitz in Westdeutschland oder den Westsektoren Berlins in so genannte vorläufige Verwaltung übernommen.
Als Folge der „Vorläufigen Verwaltung“ hatten die außerhalb der DDR und Ost-Berlins lebenden Eigentümer ab 1952 keine Möglichkeit mehr, auf ihre Vermögenswerte (insbesondere Grundstücke, Unternehmen und Bankguthaben) einzuwirken.
In Grundbüchern wurde die „Vorläufige Verwaltung“ üblicherweise durch gestempelte Einträge festgehalten. Auch wenn die Verwaltungen der DDR betonten, dass es sich nicht um Enteignungen handelte, so blieben den Eigentümern von Grundstücken keine Rechte, mit Ausnahme der Eigentümereinträge in den ersten Abteilungen der Grundbücher. Die Verwalter wurden von den Stadtverwaltungen ausgewählt, die Mietzahlungen wurden auf Sperrkonten eingezahlt und alle Entscheidungen über Baumaßnahmen, Miethöhen oder Mieter wurden von den Verwaltern getroffen. Auch der Verkauf von Grundstücken war kaum möglich. Für einen Verkauf war eine Genehmigung nach der Grundstücksverkehrsverordnung nötig, die nur in Ausnahmefällen erteilt wurde.
Nachdem die anfängliche Praxis nur die Verwaltung und nicht die Enteignung von Grundstücken vorsah, wurde dies im Laufe der Jahrzehnte geändert. Zur angeblichen Finanzierung dringender Reparaturen wurden ab den 1960er Jahren oft hohe Kredite ohne Zustimmung des Eigentümers aufgenommen und Hypotheken in die Grundbücher eingetragen. Somit liefen hohe Schulden auf, die durch die auf Werte der 1940er Jahre eingefrorenen Mieten nicht getragen werden konnten. Schließlich wurden viele solche Grundstücke enteignet und der Entschädigungswert mit den aufgelaufenen unbezahlten Schuldzinsen verrechnet, so dass keine Entschädigungen bezahlt wurden.

## Restitution
Die Aufhebung der „vorläufigen Verwaltung“ regelte das von der Volkskammer am 29. September 1990 erlassene Gesetz zur Regelung offener Vermögensfragen (§ 1 Abs. 4 2. Spiegelstrich VermG). Der Berechtigte musste die Aufhebung beantragen (§ 11 VermG). Bis zur Aufhebung der staatlichen Verwaltung nahm ein staatlicher Verwalter die Sicherung und ordnungsgemäße Verwaltung des Vermögenswertes wahr (§ 15 VermG). Mit der Aufhebung der staatlichen Verwaltung gingen Nutzungsverhältnisse an einem Grundstück oder Gebäude wieder auf den Eigentümer über (§ 11a Abs. 4 VermG). Der Berechtigte konnte auch unter Verzicht auf sein Eigentum Entschädigung nach dem Entschädigungsgesetz wählen (§ 11 Abs. 1 Satz 2 VermG).